# Collepino
Collepino is een plaats (frazione) in de Italiaanse gemeente Spello.